# Luitenant-admiraal-generaal
De rang luitenant-admiraal-generaal in Nederland werd in februari 1673 gecreëerd voor Michiel de Ruyter in opdracht van stadhouder prins Willem III om aan te geven dat het gezag en prestige van De Ruyter uitstak boven de andere luitenant-admiraals.
In de periode van de Republiek was de organisatie en uitrusting van de vloot uitbesteed aan vijf admiraliteiten. In 1588 stelden de Staten-Generaal prins Maurits aan als opperbevelhebber van leger en vloot en bekleedden hem met de rangen admiraal-generaal en kapitein-generaal. De admiraal-generaal was bevelhebber en tevens voorzitter van de admiraliteitscolleges. In de praktijk was de functie van admiraal-generaal verbonden aan het ambt van stadhouder.
De admiraliteiten, op hun beurt, hadden grote zelfstandigheid bij het benoemen van officieren en stelden die tot en met de rang van luitenant-admiraal zelf aan.
Tijdens de stadhouderloze tijdperken werd geen admiraal-generaal benoemd en lag het oppergezag van de vloot bij de Staten-Generaal. Van de fungerende luitenant-admiraals werd er één aangesteld, op grond van ervaring en kunde, prestige en afkomst (luitenant-admiraals uit Holland hadden een streepje voor op die uit Zeeland en Friesland) als Chef of Ghemaghtigde der Staeten op 's-Landts Vloot. Die rol viel eerst Maarten Harpertszoon Tromp, later Jacob van Wassenaer Obdam en vervolgens De Ruyter te beurt.
De Ruyter fungeerde sedert de Tweede Engelse Oorlog met de rang van luitenant-admiraal als opperbevelhebber, zonder in rang hoger te zijn dan andere luitenant-admiralen. Om een eind aan die situatie te maken, maar ook als erkenning voor zijn grote verdiensten, kreeg De Ruyter een nieuwe rang, die van luitenant-admiraal-generaal. Hij werd geen admiraal-generaal, om te benadrukken dat het gezag van de in 1672 aangetreden stadhouder, Prins Willem III, niet aangetast werd. 
Na het sneuvelen van De Ruyter in 1676 werd deze rang aangeboden aan Cornelis Tromp op 6 februari 1679. De vertraging was het gevolg van het feit dat Tromp eerst nog Deens admiraal-generaal was. Na de dood van de laatste in 1691 is de rang niet meer aan een andere zee-officier toegekend. Formeel heeft Tromp deze rang nooit bekleed. Deze rang werd de ambitieuze Tromp aangeboden om hem over te halen opperbevelhebber van de Nederlandse oorlogsvloot te laten worden, maar Tromp overleed voor hij deze rang in Nederlandse dienst kon bekleden. Het was koning-stadhouder Willem III die opdracht gaf dat deze rang niet meer in gebruik mocht worden genomen, omdat enerzijds de rang van luitenant-admiraal-generaal van de gesneuvelde De Ruyter te veel leek op zijn eigen rol van admiraal-generaal van de Nederlandse vloot en omdat anderzijds Willem III eerder dezelfde De Ruyter had opgeofferd door hem met een véél te kleine vloot naar de Middellandse Zee te sturen voor een zeegevecht tegen een veel grotere Franse vloot.